# 피그미짧은꼬리주머니쥐
피그미짧은꼬리주머니쥐(Monodelphis kunsi)는 주머니쥐과에 속하는 남아메리카 주머니쥐의 일종이다. 전세계의 3종의 멸종위기종 유대류의 한 종이다. 아르헨티나와 볼리비아, 브라질 그리고 파라과이에서 발견된다. 타리하의 리오 리페오 지역에서도 발견되며, 해발 200m와 640m 사이에서 서식한다. 대부분 식충성 동물로 보이며, 먹이는 같은 지역에 사는 땃쥐류가 먹는 먹이와 비슷하다. 일반적으로 숲 또는 삼림 지역에서 발견된다. 파라과이의 6~12m 높이의 관목 숲에서도 만날 수 있다.